# P-Mentha-8-thiol-3-on
p-Mentha-8-thiol-3-on ist eine chemische Verbindung aus der Gruppe der Ketone.

## Vorkommen
p-Mentha-8-thiol-3-on ist ein Hauptbestandteil der Geruchskomponente von Buchublätteröl. Es wurde auch in Tabak nachgewiesen.

## Gewinnung und Darstellung
p-Mentha-8-thiol-3-on kann kommerziell aus Pulegon oder Isopulegon  durch Reaktion mit Schwefelwasserstoff in Gegenwart einer Base wie Kaliumhydroxid synthetisiert werden und liegt dann als Mischung der cis- und trans-Form vor, die einen typischen Geruch nach schwarzer Johannisbeere hat.

## Eigenschaften
p-Mentha-8-thiol-3-on ist eine farblose bis gelbliche oder leicht orange klare Flüssigkeit. Es gibt vier Stereoisomere mit den Geruchsnoten Buchublattöl, Gummi, Passionsfrucht, Zwiebel.

## Verwendung
p-Mentha-8-thiol-3-on kann als Duftstoff sowie aufgrund seines Geschmacks nach schwarzer Johannisbeere als Aromastoff eingesetzt werden.